# Boris Diaw
Pour les articles homonymes, voir Diaw.
Boris Diaw, de son nom complet Boris Babacar Diaw-Riffiod, né le 16 avril 1982 à Cormeilles-en-Parisis, est un joueur international et dirigeant français de basket-ball. Il joue en NBA de 2003 à 2017.
Dans cette ligue, il est désigné NBA Most Improved Player, joueur NBA ayant le plus progressé lors de la saison 2005-2006. En 2013-2014, il remporte les Finales NBA avec les Spurs de San Antonio.
International français depuis les catégories de jeunes, avec comme principal trophée un titre de champion d'Europe Junior en 2000 avec Tony Parker, il compte cinq médailles internationales avec l'équipe de France dont il est capitaine depuis juillet 2006 : le bronze lors des Championnats d'Europe 2005 et 2015, l'argent lors de l'édition 2011, l'or lors de l'édition 2013 ainsi que le bronze à l'issue de la Coupe du monde 2014.
Dans une ligue américaine où les statistiques constituent le principal instrument pour juger de la qualité des joueurs, Boris Diaw présente un profil atypique : capable d'évoluer à chacun des cinq postes du basket-ball, fait rare dans le basket-ball professionnel, il privilégie le jeu collectif à ses statistiques personnelles.
Le 6 septembre 2018, il met un terme à sa carrière sportive à l'âge de 36 ans. Il intègre ensuite à partir de 2019 le staff de l'équipe de France et devient président des Metropolitans 92 entre 2019 et 2020.

## Biographie
Boris Diaw appartient à une « famille basket ». Sa mère, Élisabeth Riffiod, est considérée comme l'une des meilleures pivots de l'histoire du basket-ball féminin français, occupant le troisième rang des sélectionnées françaises pour le nombre de sélection derrière Céline Dumerc et Paoline Ekambi et le deuxième rang du nombre de points sous le maillot bleu derrière Isabelle Fijalkowski. Son père, Issa Diaw, d'origine sénégalaise, pratiquait le saut en hauteur durant ses études (il fut champion du Sénégal) avant de devenir avocat. Son frère aîné Martin Diaw a joué en deuxième division en France (Pro B) et a joué en université aux États-Unis. Son demi-frère Paco, né le 12 avril 1985 à Dakar, Sénégal, est membre de l'équipe de l'institut de technologie de Géorgie de 2005 à 2007, puis de l'université Lee lors de la saison suivante.
Alors âgé de neuf mois, sa famille déménage dans les Landes, sa mère rejoignant le club du Stade montois basket ; Boris Diaw y habite jusqu'à ses sept ans, avant de revenir à Mont-de-Marsan âgé de 13 ans en sport-étude.
Adolescent, il se fait repérer avec les JSA Bordeaux, avant d'intégrer le Centre fédéral de basket-ball, à Paris, en 1998. Meilleur joueur de sa génération, comme l'a été Tony Parker un an auparavant, il profite de son apprentissage au sein de l'équipe du Centre, qui évolue en Nationale 1, pour s'améliorer dans de nombreux domaines, dont le tir et la maturité. Au terme de deux ans au Centre, il est sollicité par la plupart des clubs français.

### Carrière en Pro A (2000-2003)
Il rejoint en 2000 le championnat de France Pro A à Pau-Orthez, club qui sous la direction de Claude Bergeaud mise sur la jeunesse en l'associant à deux jeunes de son centre de formation, les frères Florent et Mickaël Piétrus, qui compte respectivement 70 et 79 minutes de jeu lors de la saison précédente avec l'équipe professionnelle. Il y découvre le basket-ball professionnel, disputant vingt-sept rencontres de championnat, pour des statistiques de 4,0 points, 2,7 rebonds, 1,6 passe décisive, 0,5 interception en 14 minutes. Dès sa première année, il remporte un titre de champion de France, le trio de jeunes étant bien encadré par des anciens, Didier Gadou et Frédéric Fauthoux chez les Français, l'Espagnol Roger Esteller, ou aussi Gheorghe Mureșan et Jerry McCullough. Le trio est particulièrement efficace en finale retour, sur le parquet de l'ASVEL Lyon-Villeurbanne, avec 30 points, 14 rebonds et 9 passes. Il est nommé débutant de l'année et remporte même le concours de dunks au All-Star Game.
En 2001-2002, Pau termine premier de la phase régulière, puis s'incline en finale du championnat de France face à l'ASVEL, perdant la première manche disputée à domicile sur le score de 68 à 77 puis 65 à 64 à Villeurbanne. Le club béarnais remporte la première Coupe de France de son histoire face au même adversaire sur le score de 80 à 73. Boris Diaw termine sa deuxième saison dans la ligue professionnelle française avec des statistiques de 7,8 points, 4,7 rebonds et 2,0 passes en 21 minutes.
Lors de sa troisième saison au club, il réussit avec celui-ci une grande saison, remportant quarante-et-une des quarante-cinq rencontres disputées dans des compétitions françaises, et les trois titres mis en jeu lors de cette saison, la coupe de France face à Gravelines, la première édition de la Semaine des As face au Havre et le titre de champion de France, s'imposant en finale face à l'ASVEL en trois manches, victoire 95 à 73 à domicile lors du premier match, puis lourde défaite à Villeurbanne, 102 à 78, et enfin victoire 74 à 66, de nouveau à Pau. En Europe, le club ne parvient pas à se qualifier pour le Top 16, éliminé au point average. Sur le plan individuel, Boris Diaw, qui présente des statistiques de 7,2 points, 5,2 rebonds, 4,1 passes et 1,4 interception en championnat, est désigné meilleur joueur français de la ligue.
Durant ses trois saisons disputées avec Pau-Orthez en Pro A et en Euroligue, Boris Diaw révèle un jeu complet, des capacités athlétiques et beaucoup d'altruisme. Toutefois, les observateurs constatent une certaine timidité offensive, au regard de son potentiel.

### Carrière en NBA (2003-2017)

#### Hawks d'Atlanta (2003-2005)
Boris Diaw est sélectionné au premier tour de la draft 2003 en vingt-et-unième position par les Hawks d'Atlanta. Lors de sa première saison en NBA, il choisit de prendre le numéro 32 car son numéro fétiche, le 13, numéro porté par sa mère durant sa carrière, est pris par Glenn Robinson, finalement transféré pendant l'intersaison.
Pour sa première saison, il obtient la confiance de son entraîneur Terry Stotts et sa première titularisation lors de sa seizième rencontre la ligue, lors d'une défaite contre les Raptors de Toronto où il inscrit 8 points, capte 4 rebonds et délivre 3 passes en 34 minutes. Il confirme début décembre avec une série de matchs où il présente des statistiques de 7 points, 7 rebonds et 4,3 passes par rencontre pour 35 minutes par match. Il termine sa première saison avec une moyenne de 4,5 points, 4,5 rebonds (deuxième rebondeur de l'équipe), 2,4 passes décisives. Il dispute trente-sept de ses soixante-seize rencontres de saison régulière dans le cinq de départ. Il évolue alors dans une très faible équipe d'Atlanta, qui termine à la douzième place de la conférence Est avec vingt-huit victoires et cinquante-quatre défaites. Diaw est apprécié pour sa polyvalence (il peut jouer arrière, ailier et même pivot) et ses qualités défensives. En revanche, son entraîneur Terry Stotts lui demande d'être agressif et égoïste.
Ce dernier, licencié en mai, est remplacé par Mike Woodson. Ce changement d'entraîneur, et l'arrivée de nouveaux rookies'' évoluant aux mêmes postes que Boris Diaw (Josh Childress et Josh Smith) lui posent problème lors de sa deuxième saison : il ne joue pratiquement plus pendant deux mois, vers la fin de l'année 2004. À la suite de transferts et de blessures, il parvient toutefois à réintégrer petit à petit la rotation. Dans l'ensemble, sur cette deuxième saison NBA, son temps de jeu moyen diminue (18 minutes contre 25 la saison précédente) ; il augmente légèrement sa contribution offensive avec 4,8 points par match, soit une augmentation de 0,3 par rapport à sa première saison. Toutefois, ses moyennes aux rebonds, contres et interceptions baissent sensiblement.

#### Suns de Phoenix (2005-2008)
Joe Johnson, déçu de la première proposition des Suns de Phoenix lors de la renégociation de son contrat se retrouve restricted free-agent, agent libre restreint et demande aux Suns de ne pas s'aligner sur une proposition faite par les Hawks d'Atlanta. Un accord est finalement trouvé : Joe Johnson rejoint les Hawks après un sign and trade, signature avec son équipe d'origine puis transfert, contre Boris Diaw et deux premiers tours de draft. Avec la blessure au genou d'Amar'e Stoudemire qui doit le laisser absent des parquets pendant quatre mois, Diaw prend rapidement une place importante dans l'effectif, obtenant sa première titularisation lors de son cinquième match avec les Suns, Mike D'Antoni le plaçant ensuite dans son cinq majeur de manière systématique à partir de la onzième rencontre. Il démontre tout particulièrement ses progrès le 26 décembre 2005 lors d'une rencontre contre les Timberwolves du Minnesota pendant laquelle il marque 31 points (11 sur 16 à deux points et 9 sur 9 aux lancers francs). Dans un autre match, le 17 novembre, il lui a manqué un rebond pour être le premier Français à réaliser un triple-double en NBA avec 9 rebonds, 11 passes décisives et 11 points. Ce n'est que partie remise, car il réalise cette performance le 31 janvier 2006 face aux Sixers de Philadelphie à Philadelphie (victoire des Suns 123-99) : il marque 14 points et enregistre 13 passes décisives et 11 rebonds, ainsi qu'un contre et aucune perte de balle en 39 minutes. Il réussit quatre triple-double au total au cours de cette même saison : 24 points, 10 rebonds et 10 passes le 5 mars 2006 (victoire de Phoenix face aux Mavericks de Dallas 115-107), 11 points, 11 rebonds et 16 passes (record personnel ce jour-là) (défaite de Phoenix face aux Warriors de Golden State 102-110), 11 points, 10 rebonds et 12 passes (deuxième triple-double consécutif (défaite des Suns de Phoenix face aux Lakers de Los Angeles 109-89). Diaw améliore ainsi ses statistiques, passant de 4,8 à 13,3 points, à 52,6 % d'adresse, de 2,6 à 6,9 rebonds et 2,3 à 6,2 passes décisives par match. Il est finalement récompensé de ses progrès lors de la fin de saison 2006 en recevant le trophée de NBA Most Improved Player (joueur ayant le plus progressé), devançant avec 489 points, et 80 premières places sur 124 possibles, le joueur des Hornets de La Nouvelle-Orléans David West qui se voit attribuer 283 points.
Pour la première fois depuis le début de sa carrière NBA, il participe aux playoffs. Il continue d'avoir un rôle important, marquant ainsi 25 points, meilleur marqueur de son équipe, avec également 10 rebonds et 9 passes lors de la victoire 114 à 97 face aux Lakers, celle-ci permettant à son équipe de revenir à trois à deux lors du premier tour. Après s'être imposé lors des deux matchs suivants, avec 19 puis 21 points de Diaw, les Suns éliminent l'autre franchise de Los Angeles, de nouveau lors d'une série qui se joue en sept manches. Lors du premier match de la finale de la conférence Ouest contre les Mavericks de Dallas, il réalise son meilleur total de points en NBA en inscrivant 34 points, dont un tir à quatre dixièmes de la fin qui permet à son équipe de prendre l'avantage puis de s'imposer 121 à 118. Les Suns perdent finalement cette série lors de la sixième rencontre. Lors de celle-ci, il inscrit 30 points et capte 11 rebonds, dont 20 points et 8 rebonds lors de la première mi-temps. Sur l'ensemble des playoffs, il présente des statistiques de 18,7 points, 6,7 rebonds et 5,2 passes.
Après cette bonne saison, il signe un nouveau contrat de quarante-cinq millions de dollars sur cinq ans.
Malgré un cinquième triple-double en carrière, 21 points, 14 rebonds et 10 passes contre les Warriors de Golden State en décembre, le retour de blessure d'Amar'e Stoudemire réduit légèrement l'importance de Boris Diaw au sein de l'effectif. Une blessure au dos sur le mois de février le prive d'une dizaine de rencontres. De retour dans le cinq majeur, il perd cette place en fin de saison au profit de James Jones. Ses statistiques sur la saison sont désormais de 9,7 points, 4,3 rebonds, 4,8 passes en un peu plus de 31 minutes. Il est comme la saison précédente le deuxième passeur des Suns derrière Steve Nash. Les Suns terminent au deuxième rang de la ligue derrière les Mavericks de Dallas avec soixante-et-une victoires et vingt-et-une défaites. Après s'être imposés face aux Lakers de Los Angeles sur le score de quatre à un lors du premier tour, les Suns sont opposés aux Spurs de San Antonio. Lors de cette série, Boris Diaw et Amar'e Stoudemire sont suspendus pour la cinquième rencontre, disputée à Phoenix. Lors d'une faute fragrante de Robert Horry sur Steve Nash, les deux joueurs des Suns, alors sur le banc, pénètrent sur le terrain, ce qui vaut une suspension automatique de la part de la NBA qui tient ainsi à empêcher toute bagarre générale. Les Spurs s'imposent 88 à 85 lors de la cinquième rencontre, puis remporte la série en gagnant le match suivant 114 à 106. Lors des dix rencontres de playoffs qu'il dispute, Diaw ne figurent jamais dans le cinq de départ. Il inscrit 6,6 points, capte 3,2 rebonds et délivre 3,0 passes.
Les Suns reçoivent un renfort avec Grant Hill, alors agent libre. Celui-ci intègre le cinq majeur, au détriment de Boris Diaw. Celui-ci dispute l'ensemble des rencontres de la saison régulière, obtenant à dix-neuf reprises une place de titulaire. Son temps de jeu est encore réduit par rapport à la saison précédente, 28 minutes contre 31. Il inscrit 8,8 points, capte 4,6 rebonds, délivre 3,9 passes. Son pourcentage de réussite est également en baisse, 47,7 % après deux saisons à respectivement 52,6 puis 53,8 %. Qualifiés pour les playoffs en sixième position de la conférence Ouest grâce à un bilan de cinquante-sept victoires et vingt-cinq défaites, les Suns retrouvent de nouveau les Spurs. Après trois défaites, Diaw commence la partie suivante en remplacement de Grant Hill blessé. Il réussit 20 points, 10 rebonds et 8 passes pour donner la victoire à son équipe sur le score de 105 à 86. Ses 22 points, 8 rebonds et 8 passes lors de la cinquième rencontre s'avèrent toutefois insuffisants, les Spurs s'imposant 92 à 87. Les statistiques de Diaw en playoffs sont très nettement au-dessus de celle de sa saison régulière, avec 14,6 points, 5,6 rebonds et 4,6 passes.
Avec l'arrivée au poste d'entraîneur de Terry Porter, avec lequel il s'entend mal, son rôle décroît lors de la saison suivante. Après que Porter lui ait vivement reproché d'avoir tenté et raté un tir à trois points ouvert, il passe ostensiblement tout la rencontre suivante le 26 novembre 2008 contre les Wolves sans prendre la moindre tentative de tir en 22 minutes de jeu.

#### Bobcats de Charlotte (2008-2012)

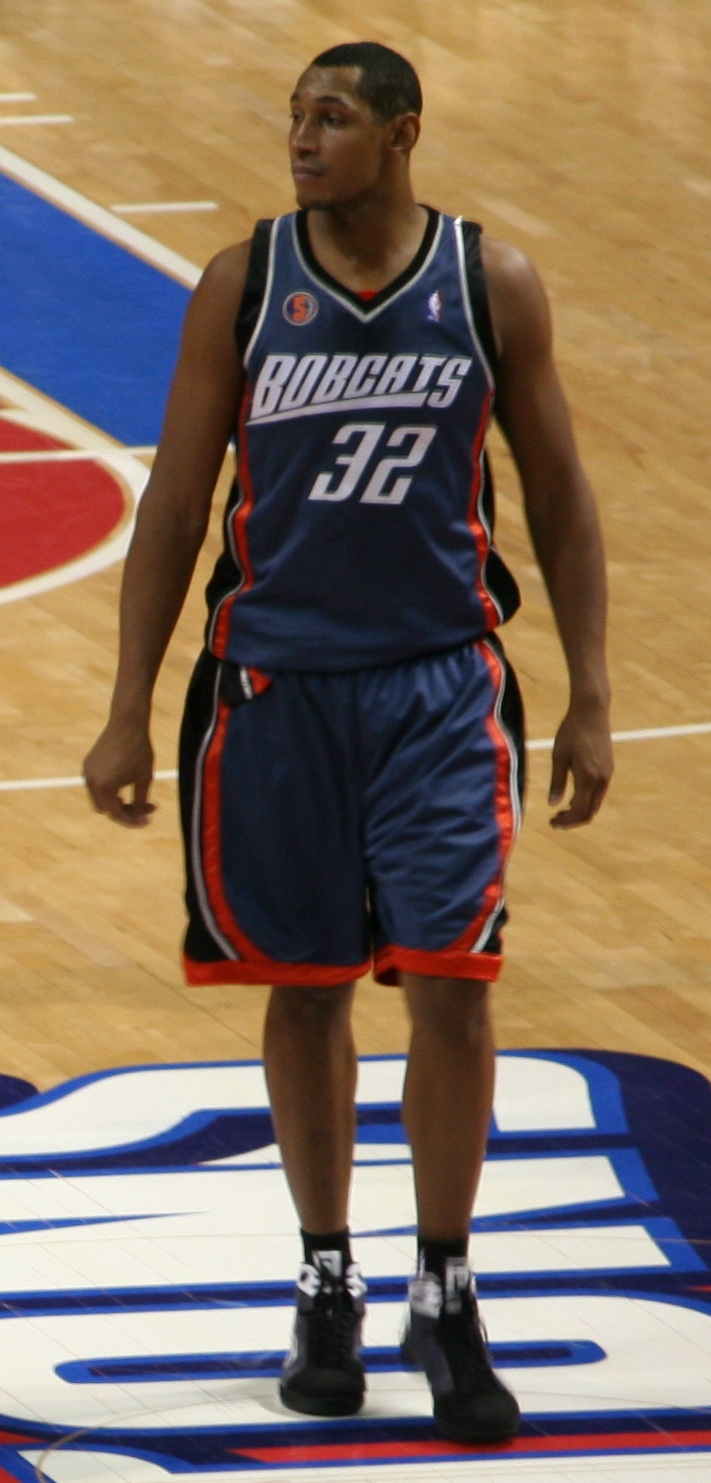
Boris Diaw avec les Bobcats

Le 10 décembre 2008, il fait partie d'un échange qui l'envoie, en compagnie de Raja Bell et de Sean Singletary, aux Bobcats de Charlotte, contre Jason Richardson, Jared Dudley et un futur second tour de draft. Dès son arrivée, il fait l'objet de nouvelles rumeurs de transfert, notamment pour les Knicks de New York où l'entraineur est Mike D'Antoni, son ancien entraineur des Suns. Cela ne l'empêche pas de réaliser une excellente saison avec sa nouvelle franchise : au 6 janvier, après douze matchs joués, ses statistiques sont de 15,6 points, avec un pourcentage de 50,3% aux tirs, 7,5 rebonds et 5,2 passes par match. Au total, il inscrit 15,1 points, capte 5,9 rebonds et 4,9 passes en 37 minutes 6, alors que ses statistiques du début de saison avec les Suns sont de 8,3 points, 3,8 rebonds, 2,1 passes en 24 minutes 5. Il est le deuxième marqueur de sa franchise derrière Gerald Wallace, troisième rebondeur derrière Emeka Okafor et Gerald Wallace et deuxième passeur derrière Raymond Felton. Dixième de la conférence Est avec trente-cinq victoires et quarante-sept défaites, les Bobcats ne disputent pas les playoffs.
L'arrivée de Stephen Jackson réduit son apport offensif, malgré la volonté de son entraîneur Larry Brown de l'impliquer plus, comme lors d'une rencontre face aux Rockets de Houston où il inscrit 20 points et capte 10 rebonds. D'autant que ses meilleures performances à la marque coïncide avec des victoires de son équipe. Les moyennes de Boris Diaw sur la saison régulière sont de 11,3 points, 5,2 rebonds et 4,0 passes pour un temps de jeu de 35 minutes 4. Les Bobcats, avec un bilan de quarante-quatre victoires et trente-huit défaites, terminent pour la première fois de leur histoire avec un bilan positif et se qualifient aussi pour la première fois pour les playoffs, Boris Diaw étant alors proche de devenir le premier joueur de la franchise à réussir un triple-double avec 17 points, 9 rebonds et 9 rebonds dans une victoire face aux Hawks d'Atlanta qui s'avère décisive pour la qualification. Lors de ces playoffs, les Bobcats s'inclinent sur un sweep par quatre à zéro face au Magic d'Orlando, Boris Diaw présentant des statistiques de 7,5 points, 5,0 rebonds et 4,0 passes.
En 2010, malgré son contrat restant de deux années, il est pressenti pour faire de nouveau partie d'un échange qui l'aurait vu rejoindre la franchise des Raptors de Toronto qui vient de voir partir son joueur majeur Chris Bosh. Néanmoins, malgré cette rumeur, cet échange ne se fait pas. Le début de la saison 2010-2011 voit les Bobcats changer d'entraîneur, Larry Brown, devant les mauvais débuts de son équipe, démissionnant de son poste, où il est remplacé par Paul Silas. Lors de cette saison, Boris Diaw réussit son sixième triple double en NBA avec 25 points, onze rebonds et onze passes le 16 janvier 2011 lors d'une défaite face aux 76ers de Philadelphie. Ses relations avec son entraîneur Paul Silas se tendent : ainsi lors d'une défaites face aux Pacers de l'Indiana, Diaw ne tente pas le moindre tir en 24 minutes et 27 secondes. Silas le sort du terrain lorsque Diaw tente une passe derrière la tête, passe qui est interceptée puis convertie en points par l'adversaire. Les statistiques de Diaw sur la saison sont sensiblement identiques à celles de la saison précédente : 11,3 points, 5,0 rebonds, 4,1 passes en 33 minutes 9.

#### Lock-out NBA à Bordeaux (2011)
Le 27 septembre 2011, en raison du lock-out en NBA, il s'engage avec les JSA Bordeaux, club dont il est également le président. Il dispute neuf rencontres, pour un bilan de sept victoires avant de mettre un terme à son passage après l'annonce du préaccord entre les propriétaires et les joueurs qui doit mettre un terme au lock-out. Durant cette période, ses statistiques sont de 12,9 points, 5,7 rebonds, 3,1 passes et 1,0 interception en 30 minutes 1.
Il est toujours en délicatesse avec son entraîneur Paul Silas, celui-ci lui reprochant son manque d'agressivité. En mars 2012, celui-ci ne l'aligne pas contre le Magic d'Orlando, mettant ainsi un terme à une série de 384 rencontres consécutives disputées par Diaw. Il dispute deux des huit rencontres suivantes puis Charlotte et Boris Diaw se mettent d'accord pour mettre un terme à son contrat, celui-ci arrivant à terme en fin de saison.

#### Spurs de San Antonio (2012-2016)
Boris Diaw se retrouve ainsi agent libre (free-agent). Également sollicité par les Celtics de Boston, il décide de signer avec les Spurs de San Antonio, rejoignant ainsi son coéquipier de l'équipe de France Tony Parker, expliquant ce choix par la présence de ce dernier, mais aussi par la présence au poste d'entraîneur de Gregg Popovich dont il pense partager la « même philosophie de basket ». Malgré une période réduite pour s'intégrer avant le début des playoffs, Diaw s'adapte parfaitement aux systèmes des Spurs, certains de ceux-ci étant également joués en équipe de France. Son bon jeu défensif, son goût pour la passe et pour trouver un coéquipier démarqué facilite également son adaptation. Il dispute vingt rencontres de saison régulière, dont sept dans le cinq de départ, pour des statistiques 4,7 points, 4,3 rebonds, 2,4 passes, 0,7 interception et 0,3 contre en un peu plus de vingt minutes. Lors des playoffs, il est dans le cinq de départ lors des deux séries remportées sur un sweep face au Jazz de l'Utah puis aux Lakers de Los Angeles. Il est présenté comme l'un des facteurs clés lors de la finale de conférence opposant les Spurs au Thunder d'Oklahoma City. Après avoir remporté les deux premiers matchs de la série, les Spurs s'inclinent lors des quatre suivants. Sur l'ensemble des playoffs, les statistiques de Boris Diaw sont de 6,2 points, 5,2 rebonds, 2,5 passes, 0,8 interception, 0,3 contre en près de vingt-cinq minutes.
Le 10 juillet 2012, il prolonge son contrat de deux ans avec les Spurs, pour neuf millions de dollars.
Malgré l'ancienneté de son trio majeur, Tim Duncan a désormais 36 ans, et Manu Ginóbili 35, les Spurs figurent toujours parmi les favoris de la conférence Ouest lors de la saison 2012-2013. Diaw continue d'avoir un rôle important, débutant vingt des soixante-quinze rencontres qu'il dispute. Il présente un temps de jeu moyen de plus de vingt-deux minutes, pour des statistiques de 5,8 points, 3,4 rebonds, 2,4 passes et 0,4 contre. Opéré d'un kyste synovial lombaire, il manque le début des playoffs. Il fait son retour lors de la série du deuxième tour remportée par quatre victoires à deux face aux Warriors de Golden State. La finale de conférence voit les Spurs s'imposer sur un sweep face aux Grizzlies de Memphis. Cela permet à Diaw de pouvoir disputer les premières finales NBA de sa carrière. Le tenant du titre, le Heat de Miami, sort vainqueur de cette confrontation en s'imposant lors de la dernière et ultime manche sur le score de 95 à 88. Diaw, peu utilisé sur les deux premières rencontres de ces finales, environ 8 puis 11 minutes, ne dispute pas la troisième rencontre. Il retrouve du temps de jeu lors de la rencontre suivante, profitant des 11 minutes qui lui sont octroyées pour inscrire neuf points, avec un 3 sur 6 aux tirs, et capter trois rebonds. Son influence lors du cinquième match se traduit moins par ses propres statistiques, un point, quatre rebonds, 3 passes en 27 minutes, que par sa défense sur LeBron James, réduisant celui-ci à un un tir réussi sur huit lorsque le Français lui est opposé, contre 7
sept sur quatorze sur le reste de la rencontre. Diaw inscrit ensuite sept points, capte quatre rebonds, et délivre deux passes en 23 minutes lors de la défaite en prolongation du match six, puis ne joue que 12 minutes lors de la septième manche, cinq points, trois rebonds et une passe : « On était tout proches de boucler la série. Ça s’est joué à un rebond offensif. C’était difficile car on a perdu le match sur un mauvais rebond. Mais on l’avait aussi perdu dix actions avant. Ça nous a simplement motivé à bloc pour la saison suivante ». Au début de la saison suivante, Gregg Popovich rediffuse aux joueurs la deuxième mi-temps afin de montrer aux joueurs les erreurs commises avant cette dernière action.
Lors de la saison 2013-2014, les Spurs se qualifient de nouveau pour les finales, toujours face au Heat. Lors de la troisième rencontre, remportée par les Spurs sur le terrain de Miami, Boris Diaw entre pour la première fois dans le cinq de départ des finales NBA. Il inscrit neuf points, cinq rebonds, trois passes décisives en 37 minutes, prenant une large part dans la victoire des Texans (111-92), avec une défense sur LeBron James largement assurée par Diaw. Les Spurs remportent le titre en battant le Heat 4 manches à 1.
Lors de la saison 2015-2016, alors que les Spurs accueillent le 19 mars l'équipe en tête du championnat, il commence la rencontre face aux Warriors de Golden State à la place de Tim Duncan et inscrit 14 points et huit rebonds pour contribuer à la victoire de San Antonio.

#### Jazz de l'Utah (2016-2017)
En juillet 2016, Diaw est envoyé au Jazz de l'Utah contre les droits sur Olivier Hanlan, un second tour de la draft 2022 de la NBA et de l'argent. Tony Parker, son coéquipier français des Spurs se dit « très triste » de son départ tout en se montrant compréhensif — ce mouvement permettant de libérer de la masse salariale sous le plafond salarial dans l'espoir de faire signer l'Espagnol Pau Gasol. Diaw se déclare dans la presse « content de ce choix » avec un nouveau challenge sportif, de la place dans l'équipe et des jeunes joueurs auxquels il pourra apporter son expérience. Par ailleurs, Diaw rejoint dans la franchise de Salt Lake City un autre international français, Rudy Gobert.
Si son rôle au Jazz est mineur, il y apprécie les vastes contrées naturelles de l'Utah, y garde une résidence après sa retraite sportive et apprécie de pouvoir y pratiquer le ski qui lui était proscrit quand il était joueur NBA.

### Retour en France et fin de carrière aux Levallois Metropolitans (2017-2018)
Le 14 septembre 2017, laissé libre par le Jazz de l'Utah, il revient en France et signe avec les Levallois Metropolitans.

### Sortie éphémère de retraite de joueur (2023-2024)
Fin août 2023, il annonce reprendre une licence auprès du club landais de Biscarrosse qui joue en départementale masculine 3 (13e niveau) ; il ambitionne alors de remporter la Coupe des Landes avec une dizaine de ses amis d'enfance, tous anciens basketteurs et originaires des Landes,. Pour ce faire et valider sa licence de joueur, il doit disputer plusieurs matchs de championnat avec le club. Parmi les joueurs l'accompagnant, on retrouve notamment Simon Darnauzan, ancien joueur des divisions professionnelles françaises de Pro A et Pro B, ou encore Cédric Beesley, Nicolas Gayon, Jean Daniel Barrouillet et Nicolas Jolivet ayant évolué en Pro B. Il remporte la finale le 1er juin 2024 contre l'Élan souémontain montgaillardais sarraziétois – ou ESMS, représentant les communes de Montsoué, Montgaillard et Sarraziet – une équipe de Nationale 2, cette dernière devant remonter 49 points de retard.

### Carrière en équipe de France

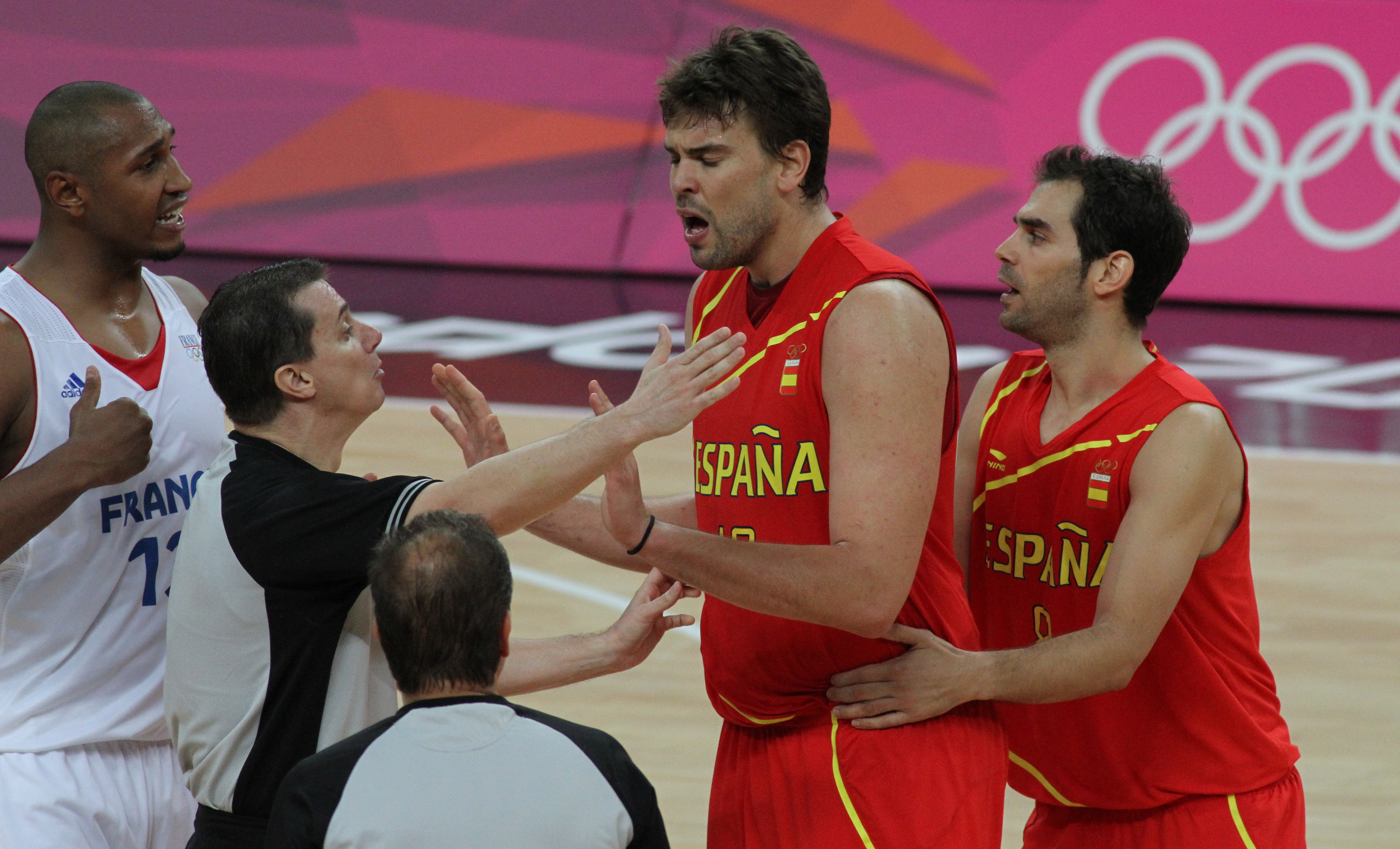

Boris Diaw participe aux championnats d'Europe espoirs (2000 et 2002) et junior (2000, champion d'Europe). Le 23 janvier 2002, il connaît sa première sélection en équipe de France senior. Auteur de bonnes performances, il reste toujours en retrait au niveau offensif.
En 2004 (qualifications) puis 2005 (Championnat d'Europe), il acquiert un nouveau statut en devenant meilleur marqueur et passeur de son équipe. Il est médaillé de bronze et désigné comme deuxième meilleur joueur du championnat (13,7 points et 3,4 passes) derrière Dirk Nowitzki.
En 2006, il est sélectionné et désigné capitaine pour le Mondial 2006 au Japon. Dans cette compétition, la France est éliminée par la Grèce en quart de finale sur le score de 73 à 56; ensuite, grâce à deux victoires sur l'Allemagne, 75 à 73, puis la Turquie, 64 à 56, la France termine à la cinquième place. Diaw, avec 11,9 points, 6,0 rebonds 2,4 passes, 4 balles perdues pour une évaluation de 11,3, déçoit légèrement par rapport à ses performances en NBA avec Phoenix. À sa décharge, il occupe pour la première fois la responsabilité de capitaine de l'équipe de France, et doit en plus assurer la responsabilité de leader après le forfait de Tony Parker sur blessure, et son positionnement sur les postes de meneur à poste 4.
Pour le championnat d'Europe 2007 disputé en Espagne, il assiste à la préparation de l'équipe de France depuis le bord du terrain. Il est en effet privé de parquet pour un problème d'assurance, en cas de blessure du dos. Ce problème est finalement réglé à la toute dernière minute. Cependant cet accord est passé grâce au règlement d'une prime d'assurance de 500 000 dollars, prime versée par la fédération, le Comité national olympique et sportif français (CNOSF), les sponsors et Boris Diaw lui-même. Cette compétition est un échec pour l'équipe de France : après avoir failli remporter son quart de finale face à la Russie (75-71), futur vainqueur de la compétition, elle échoue en matchs de classement face à la Croatie (86-69) et à la Slovénie (88-74), terminant finalement à une huitième place qui la prive de Jeux olympiques de Pékin et l'oblige à disputer une phase de qualification pour le prochain championnat d'Europe.
Pour ces qualifications, il annonce d'abord sa non-participation puis son retour : « Les Suns m'ont donné leur accord. Notre élimination au 1er tour des play-offs NBA a changé la donne ». Malgré sa volonté de rejoindre l'équipe de France, il ne peut finalement pas participer à la phase de qualification, le problème d'assurance se posant de nouveau.
Lors de l'été suivant, en 2009, Boris Diaw retrouve l'équipe de France, désormais dirigée par Vincent Collet, qui a pour objectif de se qualifier pour le championnat d'Europe. La préparation se fait sous l’œil de Larry Brown, son entraîneur chez les Bobcats de Charlotte, Diaw est à l'origine de la présence de celui-ci auprès de l'équipe de France. Après une qualification finalement acquise face à la Belgique, la France rejoint la Pologne pour l'Euro de basket-ball. Elle remporte ses six premières rencontres de la compétition, Boris Diaw terminant meilleur marqueur lors de la victoire sur la Russie lors du troisième match. En quart de finale, la France s'incline face à l'Espagne, Diaw inscrivant 9 points, captant 6 rebonds et délivrant 2 passes. La France remporte ensuite ses deux matchs de classement pour terminer à la cinquième place. Sur l'ensemble du tournoi, Boris Diaw présente des statistiques de 7,5, 4,3 rebonds et 3,8 passes, mais également 2,6 pertes de balles, classement dont il occupe le troisième rang.
Avec l'absence de Tony Parker, qui a décidé en accord avec sa franchise de prendre une année sabbatique avec les Bleus, Boris Diaw retrouve un poste de capitaine qu'il a déjà occupé dans le passé. La France doit également faire face au forfait de Ronny Turiaf, puis aux blessures d'Antoine Diot, Kevin Séraphin et Rodrigue Beaubois. La France dispute le Championnat du monde en Turquie. Après trois victoires, dont l'une lors du premier match face à l'Espagne lors du premier match, la France concède ensuite trois défaites, dont un 95 à 77 face à la Turquie en quart de finale, rencontre où Diaw termine meilleur marqueur des Bleus avec 21 points, avec également 5 rebonds et 4 passes. Ses statistiques sur le tournoi sont de 8,5 points, 5,7 rebonds et 3,7 passes.

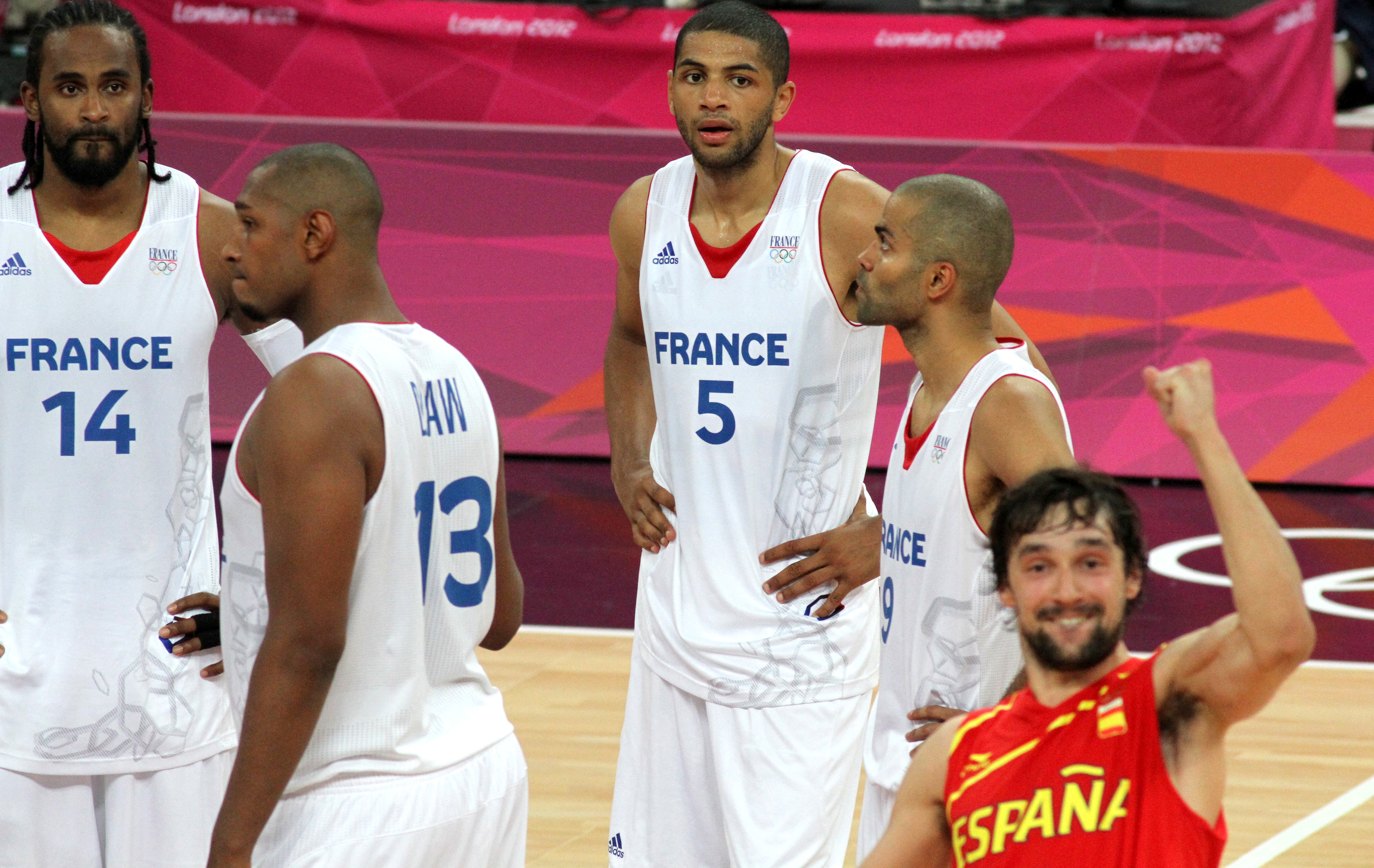
Avec l'équipe de France aux Jeux de Londres

L'été 2011 est une année importante pour les joueurs français. Diaw et Parker, très attachés à l'équipe de France, désirent participer aux jeux olympiques. Or celle-ci est liée à un bon résultat au championnat d'Europe 2011, pour obtenir soit une qualification directe, soit une place pour le tournoi de qualification disputé en 2012. La France bénéficie également de la présence de Joakim Noah qui dispute sa première compétition officielle sous le maillot bleu. La France remporte sept des huit rencontres des deux premiers tours, s'imposant notamment face à la Serbie après prolongation, puis la Turquie et la Lituanie. Sa seule défaite est alors face à l'Espagne, dans une rencontre sans enjeu, les deux équipes étant déjà qualifiées pour les quarts de finale. La France s'impose ensuite face à la Grèce, puis la Russie en demi-finale pour retrouver l'équipe espagnole. Les Bleus s'inclinent logiquement face aux Espagnols 98-85, mais décrochent dans le même temps leur qualification directe pour les Jeux.
Diaw et Parker réalisent finalement leur rêve qui datait d'un titre européen junior 2000 à Zadar, de participer aux Jeux olympiques ensemble. Boris Diaw, commence sa préparation assez tard, étant alors sans contrat ce qui pose un problème d'assurance. Il fait son premier match contre l'Espagne à Bercy. Lors des Jeux, la France, après une défaite 98 à 71 lors du premier match face aux États-Unis, 9 points, 6 rebonds et 1 passe de Diaw, remporte les quatre rencontres suivantes pour se qualifier pour les quarts de finale. Ils retrouvent alors l'Espagne. Boris Diaw réussit sa meilleure performance individuelle de la compétition avec 15 points, 8 rebonds et 5 passes, avec 10 points, 6 rebonds lors de la première période. Toutefois, un 15 à 6 des Espagnols lors du dernier quart-temps permet à ceux-ci de s'imposer sur le score de 66 à 59.
L'été 2013 est le théâtre du couronnement européen des joueurs français. Plusieurs joueurs majeurs manquent au secteur intérieur de l'équipe, notamment Joakim Noah, Kévin Séraphin et Ronny Turiaf. Après un faux-pas inaugural contre l'Allemagne, la France dont Boris Diaw assure la capitanat remporte les quatre matchs suivants contre la Grande-Bretagne, l'Ukraine, Israël et la Belgique. Si le premier tour s'avère finalement bien bouclé, la seconde phase se révèle plus compliquée, avec deux défaites contre la Lituanie puis la Serbie, contre une seule victoire face à la Lettonie. La France finit à la troisième place de son groupe et doit affronter en quart de finale le pays hôte, la Slovénie. Elle l'emporte 72 à 62, avec un Boris Diaw obtenant la meilleure évaluation française (18), avec 10 points, 6 rebonds et 3 passes décisives. En demi-finale se dresse le tenant, l'équipe d'Espagne, qui se voit défaite après prolongations 75 à 72. La France l'emporte en finale contre la Lituanie, 80-66. Diaw marque alors 15 points et capte 6 rebonds, délivrant 4 passes décisives.
Le 16 mai 2014, il fait partie de la liste des vingt-quatre joueurs pré-sélectionnés pour la participation à la Coupe du monde 2014 en Espagne.

### Dirigeant

#### JSA Bordeaux (2009-2017)
Détenteur de 33 % des parts du capital et vice-président du club des JSA Bordeaux depuis octobre 2009, il en devient président en juin 2010 alors que le club est rétrogradé de la Pro B à la Nationale 1.
Diaw a pour ambition de « créer à Bordeaux une grande équipe de basket dans les années à venir ». Sous sa présidence, le club remonte immédiatement en Pro B. Grâce en partie à l'apport en début de saison de Boris Diaw, en raison du lock-out de la NBA, le club assure son maintien en terminant à la sixième place de la saison régulière.
Après s'être engagé à couvrir l'important déficit du club, il annonce en juillet 2013 qu'il reste président du club, malgré la rétrogradation de celui-ci en Nationale 1. Toutefois, il délègue son pouvoir à un directeur, Nicolas Mingnant. Cet engagement est valable pour quatre saisons supplémentaires. Le club réduit toutefois son budget, passant de 1,55 million d'euros à 900 000 euros.
En mars 2017, Boris Diaw annonce son départ du club à l'issue de la saison 2016-2017.

#### Metropolitans 92 (2019-2020)
À la suite du rachat du club des Levallois Metropolitans par la ville de Boulogne-Billancourt, Boris Diaw devient président de la nouvelle entité Metropolitans 92. Il démissionne de la présidence du club en avril 2020.

#### Au niveau national
Boris Diaw est nommé manager général adjoint de l'équipe de France de basket-ball en octobre 2018 pour une prise de fonction en janvier 2019. En mars 2022, L'Équipe annonce que Diaw va intégrer le conseil d'administration de l'INSEP, nommé par le ministère des Sports.
En juillet 2022, Diaw est élu président du conseil d'administration de l'INSEP où il remplace Jean-Philippe Gatien.

## Clubs successifs
- 2000-2003 :  Élan béarnais Pau-Orthez (Pro A)
- 2003-2005 :  Hawks d'Atlanta (NBA)
- 2005-2008 :  Suns de Phoenix (NBA)
- 2008-2012 :  Bobcats de Charlotte (NBA)
  - 2011 :  JSA Bordeaux (Pro B, durant le lock-out)
- 2012-2016 :  Spurs de San Antonio (NBA)
- 2016-2017 :  Jazz de l'Utah (NBA)
- 2017-2018 :  Levallois Metropolitans (Pro A)
- 2023-2024 :  Biscarrosse Olympique Basket

## Revenus
En 2009, Boris Diaw gagne 7,4 millions d'euros, ce qui le place au sixième rang français. Lors du classement de 2010, il occupe toujours le sixième rang avec 7,2 millions d'euros, puis l'année suivante, le neuvième avec 6,1 millions d'euros.

### Salaires annuels en NBA
| Année       | Equipe               | Salaire      |
| ----------- | -------------------- | ------------ |
| 2003-2004   | Hawks d'Atlanta      | 1 021 080 $  |
| 2004-2005   | Hawks d'Atlanta      | 1 097 640 $  |
| 2005-2006   | Suns de Phoenix      | 1 174 200 $  |
| 2006-2007   | Suns de Phoenix      | 1 870 501 $  |
| 2007-2008   | Suns de Phoenix      | 9 000 000 $  |
| 2008-2009   | Bobcats de Charlotte | 9 000 000 $  |
| 2009-2010   | Bobcats de Charlotte | 9 000 000 $  |
| 2010-2011   | Bobcats de Charlotte | 9 000 000 $  |
| 2011-2012*  | Bobcats de Charlotte | 9 000 000 $  |
| 2012-2013   | Spurs de San Antonio | 4 500 000 $  |
| 2013-2014   | Spurs de San Antonio | 4 702 500 $  |
| 2014-2015   | Spurs de San Antonio | 7 500 000 $  |
| 2015-2016   | Spurs de San Antonio | 7 000 000 $  |
| 2016-2017   | Jazz de l'Utah       | 7 000 000 $  |
| Total Gains |                      | 80 865 921 $ |

Note : * En 2011, le salaire moyen d'un joueur évoluant en NBA est de 5 150 000 $.

## Palmarès

### En club
Boris Diaw remporte des trophées lors de sa carrière en Pro A. Il est ainsi Champion de France en 2001 et 2003 avec Pau-Orthez. Toujours avec ce même club, il remporte la Coupe de France, en 2002 et 2003. Enfin, il ajoute la Semaine des As à son palmarès lors de l'édition 2003.
Depuis son arrivée en NBA, il remporte plusieurs titres de division : de la Division Pacifique en 2006 et 2007 avec les Suns de Phoenix, de la Division Southwest en 2012, 2013 et 2014 avec les Spurs de San Antonio.
Avec les Suns, il dispute une finale de Conférence Ouest en 2006 - défaite face aux Mavericks de Dallas, performance qu'il renouvelle avec les Spurs en 2013. La victoire sur le score de quatre à zéro sur les Grizzlies de Memphis lui octroie un titre de conférence et lui permet de disputer pour la première fois de sa carrière des Finales NBA, s'inclinant quatre à trois face au Heat de Miami. Il dispute de nouveau les Finales NBA la saison suivante, toujours face au même adversaire, les Spurs s'imposant quatre à un, Diaw remportant ainsi son premier titre NBA.
À l'occasion de sa sortie éphémère de retraite sportive, il remporte en 2024 la Coupe des Landes de basket-ball avec le club amateur du Biscarrosse Olympique Basket évoluant en division départementale 3.

### Sélection nationale
- Médaille de bronze au championnat d'Europe 2015 en France.
- Médaille de bronze à la coupe du monde 2014 en Espagne.
- Médaille d'or au championnat d'Europe 2013 en Slovénie.
- Médaille d'argent au championnat d'Europe 2011 en Lituanie.
- Médaille de bronze au championnat d'Europe 2005 en Serbie-et-Monténégro.
- Médaille d'or au championnat d'Europe Junior 2000 avec l'équipe de France junior à Zadar (Croatie).
- Médaille de bronze au championnat d'Europe Espoirs en Lituanie (2002).

### Distinctions personnelles
- Joueur NBA ayant le plus progressé (MIP) (2006)[30]
- Élu dans le cinq majeur du Championnat d'Europe de basket-ball (2005)
- MVP français de Pro A (2003)
- Meilleur espoir de Pro A (2002)
- Récompensé de la médaille Robert Busnel[110].

## Style de jeu
Boris Diaw est un joueur capable de jouer sur l'ensemble des postes du basket-ball. Utilisé principalement au poste d'ailier fort en équipe de France, où sur le poste d'ailier, il occupe un temps le poste de meneur sous la direction de Larry Brown au sein des Bobcats de Charlotte. Mike D'Antoni, son entraîneur chez les Suns de Phoenix, le fait jouer au poste de pivot pour privilégier un style small-ball, basé sur la vitesse.
C'est un joueur complet, capable de marquer, de prendre des rebonds ou de délivrer des passes. Lors de la saison 2005-2006, il réussit quatre triple doubles, terminant deuxième de la ligue derrière LeBron James et Jason Kidd. Cela lui vaut le surnom de 3D.
Ses coéquipiers apprécient ses qualités et sa vision du jeu, permettant souvent de soulager le meneur de jeu et d'offrir des possibilités offensives différentes. Son coéquipier chez les Suns de Phoenix puis chez les Bobcats, Raja Bell n'hésite pas à déclarer : « Quand je pense à Boris, je pense à Pippen ou Magic ».
Joueur atypique, certains entraîneurs l'utilisent à merveille alors que d'autres le relèguent sur le banc « Je suis arrivé [à Charlotte] sous la direction d’un coach et quand celui-ci est parti, j’étais avec un coach qui ne me voulait pas forcément ou qui ne savait pas comment m’utiliser. C’est arrivé à Atlanta où ça avait bien commencé avec Terry Stotts et sa mentalité à l’européenne mais Mike Woodson est arrivé ensuite. Il m’a dit qu’il ne savait pas comment me faire jouer. C’était la même chose à Phoenix avec Terry Porter, qui a succédé à Mike D'Antoni. Et pareil à Charlotte, avec Larry Brown. J’avais une très bonne relation avec Larry Brown, il me faisait jouer en point forward, et c’était super. Mais il est parti et Paul Silas est arrivé ». Ainsi, certains entraîneurs lui reprochent son manque d'agressivité : Mike Woodson, son deuxième entraîneur chez les Hawks, désire voir son joueur être plus combatif et marquer plus de points. Ce jugement est toutefois contredit par Mike D'Antoni qui ne voit pas en lui un joueur soft mais un compétiteur. Larry Brown, son entraîneur chez les Bobcats, apprécie sa polyvalence et sa vision du jeu, tout en lui reprochant également son manque de régularité dans son implication dans le jeu offensif. Paul Silas, qui lui succède sur le banc des Bobcats, reproche à Diaw de ne pas assez prendre de tirs et condamne le manque de forme de celui-ci lors de son arrivée au camp d'entrainement précédant la saison 2011-2012. La collaboration entre les deux hommes se termine au cours de cette saison, Silas mettant un terme à une série de matchs disputés par le Français sous le maillot des Bobcats, puis Diaw demandant d'être libéré de son contrat.

## Statistiques

### Statistiques au Centre fédéral
| Saison    | Club           | Match | Match | Min  | 2pts | 2pts | 2pts | 3pts | 3pts | 3pts | LF  | LF  | LF   | Rebonds | Rebonds | Rebonds | Pd  | Int | C   | BP  | F   | Points |
| Saison    | Club           | J     | D     | Min  | R    | T    | %    | R    | T    | %    | R   | T   | %    | O       | D       | TRB     | Pd  | Int | C   | BP  | F   | Points |
| --------- | -------------- | ----- | ----- | ---- | ---- | ---- | ---- | ---- | ---- | ---- | --- | --- | ---- | ------- | ------- | ------- | --- | --- | --- | --- | --- | ------ |
| 1998-1999 | Centre fédéral | 25    | -     | -    | 2,3  | 3,6  | 62,6 | 0,5  | 1,6  | 33,3 | 1,0 | 1,7 | 58,1 | -       | -       | 3,6     | 2,5 | 1,8 | -   | -   | -   | 7,1    |
| 1999-2000 | Centre fédéral | 25    | -     | 35,4 | 6,5  | 11,8 | 55,1 | 1,1  | 3,2  | 35,0 | 2,6 | 4,4 | 60,6 | 3,2     | 6,0     | 9,2     | 5,0 | 2,4 | 1,8 | 3,4 | 2,8 | 16,8   |

### Statistiques en LNB

#### Statistiques en saison régulière
| Saison    | Club       | Match | Match | Min  | 2pts | 2pts | 2pts | 3pts | 3pts | 3pts | LF  | LF  | LF   | Rebonds | Rebonds | Rebonds | Pd  | Int | C   | BP  | F   | Points |
| Saison    | Club       | J     | D     | Min  | R    | T    | %    | R    | T    | %    | R   | T   | %    | O       | D       | TRB     | Pd  | Int | C   | BP  | F   | Points |
| --------- | ---------- | ----- | ----- | ---- | ---- | ---- | ---- | ---- | ---- | ---- | --- | --- | ---- | ------- | ------- | ------- | --- | --- | --- | --- | --- | ------ |
| 2000-2001 | Pau-Orthez | 27    | -     | 14,4 | 1,4  | 2,6  | 56,5 | 0,3  | 0,8  | 40,9 | 0,7 | 1,0 | 74,0 | 0,6     | 2,1     | 2,7     | 1,6 | 0,5 | 0,3 | 0,9 | -   | 4,0    |
| 2001-2002 | Pau-Orthez | 29    | -     | 21,0 | 3,1  | 5,3  | 7,4  | 0,2  | 1,0  | 23,3 | 1,4 | 2,2 | 65,1 | 1,5     | 3,2     | 4,7     | 2,0 | 0,8 | 0,6 | 1,6 | -   | 7,8    |
| 2002-2003 | Pau-Orthez | 27    | 17    | 25,1 | 2,9  | 5,3  | 54,2 | 0,6  | 1,4  | 42,1 | 0,9 | 1,6 | 55,8 | 1,2     | 4,0     | 5,2     | 4,1 | 1,4 | 0,9 | 2,1 | 2,0 | 7,2    |
| 2011-2012 | Bordeaux   | 9     | 7     | 30,1 | 5,4  | 9,2  | 59,0 | 1,0  | 1,6  | 64,3 | 1,0 | 1,3 | 75,0 | 2,6     | 3,1     | 5,7     | 3,1 | 1,0 | 0,4 | 1,2 | 1,4 | 12,9   |
| 2017-2018 | Levallois  |       |       |      |      |      |      |      |      |      |     |     |      |         |         |         |     |     |     |     |     |        |
| Carrière  |            | 117   | -     | 24,2 | 3,6  | 6,4  | 56,0 | 0,6  | 1,6  | 37,5 | 1,4 | 2,2 | 63,0 | 1,7     | 3,7     | 5,4     | 3,1 | 1,2 | 0,8 | 1,9 | 1,2 | 8,3    |

#### Statistiques en playoffs
| Saison    | Club       | Match | Match | Min  | 2pts | 2pts | 2pts | 3pts | 3pts | 3pts | LF  | LF  | LF   | Rebonds | Rebonds | Rebonds | Pd  | Int | C   | BP  | F   | Points |
| Saison    | Club       | J     | D     | Min  | R    | T    | %    | R    | T    | %    | R   | T   | %    | O       | D       | TRB     | Pd  | Int | C   | BP  | F   | Points |
| --------- | ---------- | ----- | ----- | ---- | ---- | ---- | ---- | ---- | ---- | ---- | --- | --- | ---- | ------- | ------- | ------- | --- | --- | --- | --- | --- | ------ |
| 2000-2001 | Pau-Orthez | 8     | -     | 17,0 | 2,4  | 4,4  | 54,3 | 0,4  | 1,3  | 30,0 | 0,1 | 0,8 | 16,7 | -       | -       | 3,6     | 1,3 | 0,5 | 0,4 | 1,1 | 2,0 | 8,0    |
| 2001-2002 | Pau-Orthez | 6     | -     | 25,0 | 2,5  | 3,9  | 55,6 | 0,3  | 1,0  | 33,3 | 1,8 | 2,8 | 64,7 | -       | -       | 5,0     | 2,7 | 0,7 | 0,8 | 2,3 | 2,8 | 7,2    |
| 2002-2003 | Pau-Orthez | 7     | -     | 27,6 | 3,1  | 6,7  | 46,8 | 0,4  | 1,4  | 30,0 | 1,3 | 1,9 | 69,2 | -       | -       | 5,1     | 3,1 | 1,1 | 1,6 | 1,0 | 1,7 | 8,0    |
| Carrière  |            | 21    | -     | 23,2 | 2,7  | 5,2  | 51,4 | 0,4  | 1,2  | 30,8 | 1,0 | 1,7 | 58,3 | -       | -       | 4,5     | 2,3 | 0,8 | 1,2 | 1,1 | 2,1 | 6,7    |

### Statistiques en Euroligue
Boris Diaw dispute vingt-six rencontres d'Euroligue, réparties sur deux saisons, en 2001-2002 et 2002-2003. Sa meilleure performance à la marque est de 17 points. Ses meilleurs résultats pour les statistiques du rebond, de la passe, des interceptions et du contre sont respectivement de 9, 6, 4 et 2.
| Saison    | Club       | Match | Match | Min   | 2pts (%) | 3pts (%) | LF (%) | Rebonds | Rebonds | Rebonds | Pd  | Int | C   | BP  | F   | Points |
| Saison    | Club       | J     | D     | Min   | 2pts (%) | 3pts (%) | LF (%) | O       | D       | TRB     | Pd  | Int | C   | BP  | F   | Points |
| --------- | ---------- | ----- | ----- | ----- | -------- | -------- | ------ | ------- | ------- | ------- | --- | --- | --- | --- | --- | ------ |
| 2001-2002 | Pau-Orthez | 14    | 8     | 21,45 | 54,2 %   | 37,5%    | 52,4%  | 0,8     | 2,1     | 2,9     | 1,7 | 0,4 | 0,4 | 0,8 | 2,3 | 6,6    |
| 2002-2003 | Pau-Orthez | 12    | 10    | 24,55 | 57,8 %   | 14,3 %   | 70,6 % | 0,9     | 3,8     | 4,8     | 3   | 1,2 | 1,2 | 1,8 | 2,3 | 5,8    |

### Statistiques en NBA

#### Records
Boris Diaw établit sa meilleure performance à la marque dans un match de saison régulière le 26 décembre 2005 lors d'une victoire des Suns de Phoenix sur les Timberwolves du Minnesota avec 31 points, avec un 11 sur 16 aux tirs. Il atteint une deuxième fois la barre des 30 points lors d'une victoire des Bobcats de Charlotte sur les Raptors de Toronto.
Son record de rebonds est de 16 prises, réussies contre les Nets du New Jersey le 3 décembre 2010, puis contre le Heat de Miami le 28 décembre 2011.
Sa meilleure performance pour la catégorie des passes décisives est de 16, lors d'une défaite face aux Warriors de Golden State le 14 avril 2006.
Sa meilleure performance en playoffs, 34 points en 2006 face aux Mavericks de Dallas, constitue sa meilleure performance en NBA.
Il est auteur de six triple-doubles : le premier a lieu le 31 janvier 2006 face aux Sixers de Philadelphie, rencontre où il termine avec 14 points, 11 rebonds et 13 passes décisives. Il réussit trois autres triple-doubles lors de cette saison : le suivant est réussi face aux Mavericks de Dallas le 5 mars avec 24 points, 10 rebonds et 10 passes. Ses deux derniers sont réalisés de manière consécutive : 11 points, 11 rebonds et 16 passes contre les Warriors de Golden State le 14 avril puis 11 points, 10 rebonds et 12 passes contre les Lakers de Los Angeles le 16 avril.
Son cinquième triple-double est réussi le 15 décembre 2006 face aux Warriors de Golden State. Il réussit 21 points, 14 rebonds et 10 passes.
Il doit ensuite attendre le 17 janvier 2011 pour réussir un nouveau triple-double. Cela se produit contre les Sixers de Philadelphie avec 25 points, 11 rebonds et 11 passes.
Récapitulatif
Les records personnels de Boris Diaw, officiellement recensés par la NBA sont les suivants :
| Type de statistique        | Saison régulière | Saison régulière                        | Saison régulière                 | Playoffs | Playoffs                                        | Playoffs                  |
| Type de statistique        | Record           | Adversaire                              | Date                             | Record   | Adversaire                                      | Date                      |
| -------------------------- | ---------------- | --------------------------------------- | -------------------------------- | -------- | ----------------------------------------------- | ------------------------- |
| Points                     | 31               | @ Timberwolves du Minnesota             | 26 décembre 2005                 | 34       | @ Mavericks de Dallas                           | 24 mai 2006               |
| Paniers marqués            | 15               | @ Raptors de Toronto                    | 20 mars 2009                     | 13       | @ Mavericks de Dallas                           | 24 mai 2006               |
| Paniers tentés             | 24               | @ Lakers de Los Angeles                 | 27 janvier 2009                  | 23       | @ Mavericks de Dallas                           | 24 mai 2006               |
| Paniers à 3 points réussis | 5                | 76ers de Philadelphie                   | 5 décembre 2009                  | 3        | @ Mavericks de Dallas @ Thunder d'Oklahoma City | 28 avril 2014 31 mai 2014 |
| Paniers à 3 points tentés  | 10               | @ Timberwolves du Minnesota             | 5 janvier 2011                   | 6        | 3 fois                                          |                           |
| Lancers francs réussis     | 10               | Bobcats de Charlotte                    | 25 février 2006                  | 11       | Lakers de Los Angeles                           | 2 mai 2006                |
| Lancers francs tentés      | 10               | 6 fois                                  |                                  | 11       | Lakers de Los Angeles                           | 2 mai 2006                |
| Rebonds offensifs          | 8                | Bucks de Milwaukee Bobcats de Charlotte | 2 décembre 2003 25 février 2006  | 5        | Clippers de Los Angeles                         | 15 mai 2012               |
| Rebonds défensifs          | 12               | Nets du New Jersey Heat de Miami        | 3 décembre 2010 28 décembre 2011 | 9        | Mavericks de Dallas @ Thunder d'Oklahoma City   | 3 juin 2006 27 mai 2014   |
| Rebonds totaux             | 16               | Nets du New Jersey Heat de Miami        | 3 décembre 2010 28 décembre 2011 | 12       | Clippers de Los Angeles                         | 15 mai 2012               |
| Passes décisives           | 16               | @ Warriors de Golden State              | 14 avril 2006                    | 9        | 3 fois                                          |                           |
| Interceptions              | 4                | 7 fois                                  |                                  | 3        | Clippers de Los Angeles                         | 15 mai 2012               |
| Contres                    | 7                | Wizards de Washington                   | 11 février 2009                  | 4        | @ Clippers de Los Angeles                       | 12 mai 2006               |
| Balles perdues             | 8                | 3 fois                                  |                                  | 6        | Clippers de Los Angeles Mavericks de Dallas     | 10 mai 2006 3 juin 2006   |
| Minutes jouées             | 52               | Knicks de New York                      | 30 octobre 2009                  | 49       | @ Lakers de Los Angeles                         | 4 mai 2006                |

- Double-double : 58 (dont 5 en playoffs) (au terme de la Saison NBA 2015-2016)
- Triple-double : 6

#### Statistiques en saison régulière
| Saison    | Club | Match | Match | Min  | Tirs | Tirs | Tirs | 3pts | 3pts | 3pts | LF  | LF  | LF   | Rebonds | Rebonds | Rebonds | Pd  | Int | C   | BP  | F   | Points |
| Saison    | Club | J     | D     | Min  | R    | T    | %    | R    | T    | %    | R   | T   | %    | O       | D       | TRB     | Pd  | Int | C   | BP  | F   | Points |
| --------- | ---- | ----- | ----- | ---- | ---- | ---- | ---- | ---- | ---- | ---- | --- | --- | ---- | ------- | ------- | ------- | --- | --- | --- | --- | --- | ------ |
| 2003-2004 | ATL  | 76    | 37    | 25,3 | 1,8  | 4,1  | 44,7 | 0,1  | 0,3  | 23,1 | 0,7 | 1,2 | 60,2 | 1,5     | 3,0     | 4,5     | 2,4 | 0,8 | 0,5 | 1,7 | 2,5 | 4,5    |
| 2004-2005 | ATL  | 66    | 25    | 18,2 | 1,9  | 4,5  | 42,2 | 0,1  | 0,8  | 18,0 | 0,9 | 1,2 | 74,0 | 0,8     | 1,8     | 2,6     | 2,3 | 0,6 | 0,3 | 1,3 | 1,9 | 4,8    |
| 2005-2006 | PHO  | 81    | 70    | 35,5 | 5,5  | 10,5 | 52,6 | 0,1  | 0,4  | 26,7 | 2,1 | 2,9 | 73,1 | 2,0     | 4,9     | 6,9     | 6,2 | 0,7 | 1,0 | 2,3 | 3,2 | 13,3   |
| 2006-2007 | PHO  | 73    | 59    | 31,1 | 4,2  | 7,8  | 53,8 | 0,2  | 0,6  | 33,3 | 1,1 | 1,6 | 68,3 | 1,2     | 3,1     | 4,3     | 4,8 | 0,4 | 0,5 | 2,1 | 2,4 | 9,7    |
| 2007-2008 | PHO  | 82    | 19    | 28,1 | 3,8  | 7,9  | 47,7 | 0,2  | 0,5  | 31,7 | 1,2 | 1,6 | 74,4 | 1,2     | 3,4     | 4,6     | 3,9 | 0,7 | 0,5 | 1,9 | 2,0 | 8,8    |
| 2008-2009 | PHO  | 22    | 0     | 24,5 | 3,6  | 6,4  | 56,7 | 0,2  | 0,6  | 35,7 | 0,8 | 1,2 | 69,2 | 1,1     | 2,7     | 3,8     | 2,1 | 0,5 | 0,4 | 1,7 | 1,8 | 8,3    |
| 2008-2009 | CHA  | 59    | 59    | 37,6 | 6,2  | 12,6 | 49,5 | 1,2  | 2,8  | 41,9 | 1,4 | 2,1 | 68,6 | 1,6     | 4,3     | 5,9     | 4,9 | 0,8 | 0,7 | 3,0 | 2,8 | 15,1   |
| 2008-2009 | TOT  | 81    | 59    | 34,0 | 5,5  | 10,9 | 50,7 | 0,9  | 2,2  | 41,4 | 1,2 | 1,8 | 68,7 | 1,5     | 3,9     | 5,3     | 4,1 | 0,8 | 0,7 | 2,7 | 2,5 | 13,2   |
| 2009-2010 | CHA  | 82    | 82    | 35,4 | 4,5  | 9,4  | 48,3 | 0,8  | 2,5  | 32,0 | 1,4 | 1,8 | 76,9 | 1,6     | 3,6     | 5,2     | 4,0 | 0,7 | 0,7 | 2,2 | 2,7 | 11,3   |
| 2010-2011 | CHA  | 82    | 82    | 33,9 | 4,6  | 9,4  | 49,2 | 1,0  | 2,8  | 34,5 | 1,0 | 1,5 | 68,3 | 1,3     | 3,8     | 5,0     | 4,1 | 0,9 | 0,6 | 2,0 | 2,3 | 11,3   |
| 2011-2012 | CHA  | 37    | 28    | 27,5 | 3,1  | 7,6  | 41,0 | 0,6  | 2,3  | 26,7 | 0,5 | 0,7 | 63,0 | 1,3     | 4,0     | 5,3     | 4,3 | 0,5 | 0,5 | 2,3 | 1,9 | 7,4    |
| 2011-2012 | SAS  | 20    | 7     | 20,3 | 2,0  | 3,4  | 58,8 | 0,4  | 0,7  | 61,5 | 0,3 | 0,4 | 62,5 | 1,2     | 3,1     | 4,3     | 2,4 | 0,7 | 0,3 | 1,4 | 2,7 | 4,7    |
| 2011-2012 | TOT  | 57    | 35    | 25,0 | 2,7  | 6,2  | 44,4 | 0,5  | 1,7  | 31,3 | 0,4 | 0,6 | 62,9 | 1,2     | 3,7     | 4,9     | 3,6 | 0,6 | 0,4 | 2,0 | 2,2 | 6,4    |
| 2012-2013 | SAS  | 75    | 20    | 22,8 | 2,4  | 4,4  | 53,9 | 0,4  | 1,0  | 38,5 | 0,6 | 0,9 | 72,3 | 0,9     | 2,5     | 3,4     | 2,4 | 0,7 | 0,4 | 1,1 | 1,9 | 5,8    |
| 2013-2014 | SAS  | 79    | 24    | 25,0 | 3,8  | 7,3  | 52,1 | 0,6  | 1,4  | 40,2 | 0,9 | 1,2 | 73,9 | 0,9     | 3,2     | 4,1     | 2,8 | 0,6 | 0,4 | 1,5 | 1,8 | 9,1    |
| 2014-2015 | SAS  | 81    | 15    | 24,0 | 3,6  | 7,8  | 46,0 | 0,7  | 2,1  | 32,0 | 0,9 | 1,1 | 77,4 | 1,0     | 3,3     | 4,3     | 2,9 | 0,4 | 0,3 | 1,6 | 1,8 | 8,7    |
| 2015-2016 | SAS  | 76    | 4     | 18,2 | 2,7  | 5,0  | 52,7 | 0,3  | 0,9  | 36,2 | 0,7 | 1,0 | 73,7 | 0,8     | 2,3     | 3,1     | 2,3 | 0,3 | 0,3 | 1,3 | 1,3 | 6,4    |
| Carrière  |      | 991   | 530   | 27,7 | 3,7  | 7,5  | 49,6 | 0,5  | 1,3  | 34,2 | 1,0 | 1,4 | 71,6 | 1,2     | 3,3     | 4,5     | 3,5 | 0,6 | 0,5 | 1,8 | 2,2 | 8,9    |

#### Statistiques en playoffs
| Saison    | Club | Match | Match | Min  | 2pts | 2pts | 2pts | 3pts | 3pts | 3pts | LF  | LF  | LF   | Rebonds | Rebonds | Rebonds | Pd  | Int | C   | BP  | F   | Points |
| Saison    | Club | J     | D     | Min  | R    | T    | %    | R    | T    | %    | R   | T   | %    | O       | D       | TRB     | Pd  | Int | C   | BP  | F   | Points |
| --------- | ---- | ----- | ----- | ---- | ---- | ---- | ---- | ---- | ---- | ---- | --- | --- | ---- | ------- | ------- | ------- | --- | --- | --- | --- | --- | ------ |
| 2005-2006 | PHO  | 20    | 20    | 39,8 | 7,6  | 14,5 | 52,6 | 0,2  | 0,4  | 42,9 | 3,4 | 4,4 | 76,1 | 2,0     | 4,7     | 6,7     | 5,2 | 0,9 | 1,1 | 2,8 | 3,2 | 18,7   |
| 2006-2007 | PHO  | 10    | 0     | 23,5 | 2,8  | 5,9  | 47,5 | 0,0  | 0,6  | 00,0 | 1,0 | 1,5 | 66,7 | 1,3     | 1,9     | 3,2     | 3,0 | 0,7 | 0,2 | 1,7 | 1,8 | 6,6    |
| 2007-2008 | PHO  | 5     | 2     | 35,6 | 7,0  | 12,8 | 54,7 | 0,0  | 1,4  | 00,0 | 0,6 | 1,2 | 50,0 | 1,4     | 4,2     | 5,6     | 4,6 | 0,6 | 0,8 | 2,2 | 4,4 | 14,6   |
| 2009-2010 | CHA  | 4     | 4     | 38,0 | 3,5  | 7,0  | 50,0 | 0,3  | 2,3  | 11,1 | 0,3 | 0,5 | 50,0 | 1,8     | 3,3     | 5,0     | 4,0 | 0,3 | 0,8 | 3,0 | 2,8 | 7,5    |
| 2011-2012 | SAS  | 14    | 14    | 24,7 | 2,6  | 5,0  | 51,4 | 0,6  | 1,3  | 50,0 | 0,4 | 0,6 | 75,0 | 2,0     | 3,2     | 5,2     | 2,5 | 0,8 | 0,3 | 1,1 | 2,1 | 6,2    |
| 2012-2013 | SAS  | 16    | 1     | 17,1 | 1,5  | 3,4  | 44,4 | 0,3  | 0,8  | 38,5 | 0,8 | 0,9 | 85,7 | 0,5     | 2,0     | 2,5     | 1,8 | 0,3 | 0,2 | 0,8 | 1,8 | 4,1    |
| 2013-2014 | SAS  | 23    | 3     | 26,3 | 3,5  | 7,0  | 50,0 | 0,8  | 2,0  | 40,0 | 1,4 | 2,1 | 68,8 | 1,1     | 3,7     | 4,8     | 3,4 | 0,6 | 0,1 | 1,3 | 1,9 | 9,2    |
| 2014-2015 | SAS  | 7     | 0     | 28,3 | 4,9  | 10,1 | 47,9 | 0,6  | 2,6  | 22,2 | 1,3 | 1,9 | 69,2 | 1,9     | 4,3     | 6,1     | 3,6 | 0,7 | 0,4 | 1,3 | 3,4 | 11,6   |
| 2015-2016 | SAS  | 9     | 0     | 17,7 | 2,3  | 5,1  | 45,7 | 0,2  | 0,7  | 33,3 | 0,3 | 0,4 | 75,0 | 0,2     | 1,9     | 2,1     | 2,3 | 0,2 | 0,4 | 0,7 | 1,0 | 5,2    |
| Carrière  |      | 108   | 44    | 27,2 | 3,9  | 7,8  | 50,4 | 0,4  | 1,2  | 32,6 | 1,3 | 1,8 | 72,7 | 1,3     | 3,3     | 4,6     | 3,3 | 0,6 | 0,4 | 1,5 | 2,3 | 9,6    |

### Statistiques avec l'équipe de France
| Compétition                                         | Match | Min | Tirs | Tirs | Tirs | 2pts (%) | 2pts (%) | 2pts (%) | 3pts (%) | 3pts (%) | 3pts (%) | LF (%) | LF (%) | LF (%) | Rebonds | Rebonds | Rebonds | Pd | F  | BP | Int | C  | Points |
| Compétition                                         | Match | Min | R    | T    | %    | R        | T        | %        | R        | T        | %        | R      | T      | %      | D       | O       | D       | Pd | F  | BP | Int | C  | Points |
| --------------------------------------------------- | ----- | --- | ---- | ---- | ---- | -------- | -------- | -------- | -------- | -------- | -------- | ------ | ------ | ------ | ------- | ------- | ------- | -- | -- | -- | --- | -- | ------ |
| Qualifications championnat d'Europe juniors 2000    | 5     | 123 | 27   | 50   | 54   | 26       | 42       | 61.9     | 1        | 8        | 12,5     | 0      | 2      | 0      | 5       | 14      | 19      | 14 | 8  | 11 | 16  | 0  | 55     |
| Tour préliminaire championnat d'Europe juniors 2000 | 5     | 125 | 23   | 47   | 48,9 | 20       | 36       | 55,6     | 3        | 11       | 27,3     | 9      | 16     | 56,2   | 13      | 14      | 27      | 15 | 15 | 12 | 4   | 0  | 58     |
| Championnat d'Europe juniors 2000                   | 8     | 218 | 21   | 43   | 48,8 | 21       | 38       | 55,3     | 0        | 5        | 0        | 12     | 18     | 66,7   | 9       | 23      | 32      | 14 | 24 | 19 | 15  | 1  | 54     |
| Championnat d'Europe espoirs 2000                   | 8     | 200 | 21   | 49   | 42,9 | 15       | 34       | 44,1     | 6        | 15       | 40       | 12     | 17     | 70,6   | 7       | 14      | 21      | 8  | 10 | 17 | 15  | 0  | 60     |
| Qualifications championnat d'Europe espoirs 2002    | 5     | 122 | 21   | 30   | 70   | 20       | 25       | 80       | 1        | 5        | 20       | 6      | 9      | 66,7   | 7       | 18      | 25      | 17 | 9  | 6  | 19  | 6  | 49     |
| Championnat d'Europe Espoirs 2002                   | 8     | 250 | 34   | 63   | 54   | 28       | 48       | 58,3     | 6        | 15       | 40       | 9      | 19     | 47,4   | 19      | 41      | 60      | 25 | 25 | 35 | 5   | 12 | 83     |
| Qualification Championnat Europe 2003,              | 7     | 138 | 20   | 36   | 55,6 | 16       | 29       | 55,2     | 4        | 7        | 57,1     | 5      | 7      | 71,4   | 10      | 16      | 26      | 16 | 23 | 10 | 6   | 5  | 49     |
| Championnat d'Europe 2003                           | 6     | 114 | 9    | 20   | 45   | 9        | 18       | 50       | 0        | 2        | 0        | 10     | 14     | 71,4   | 10      | 17      | 27      | 4  | 14 | 8  | 7   | 3  | 28     |
| Qualification Championnat Europe 2005               | 6     | 169 | 30   | 54   | 55,6 | 29       | 47       | 61,7     | 1        | 7        | 14,3     | 15     | 23     | 65,2   | 11      | 27      | 38      | 19 | 11 | 18 | 11  | 3  | 76     |
| Championnat d'Europe 2005                           | 7     | 219 | 42   | 76   | 55,3 | 35       | 60       | 58,3     | 7        | 16       | 43,8     | 5      | 26     | 19,2   | 13      | 24      | 37      | 24 | 18 | 23 | 7   | 9  | 96     |
| Championnat du monde 2006                           | 9     | 282 | 43   | 87   | 49,4 | 40       | 72       | 55,6     | 3        | 15       | 20       | 18     | 28     | 64,3   | 13      | 41      | 54      | 22 | 21 | 36 | 5   | 5  | 107    |
| Championnat d'Europe 2007                           | 9     | 259 | 35   | 84   | 41,7 | 30       | 63       | 47,6     | 5        | 21       | 23,8     | 9      | 16     | 56,2   | 17      | 35      | 52      | 11 | 21 | 23 | 6   | 2  | 84     |
| Qualification Championnat Europe 2009               | 6     | 173 | 18   | 34   | 52,9 | 17       | 28       | 60,7     | 1        | 6        | 16,7     | 12     | 18     | 66,7   | 6       | 19      | 25      | 19 | 14 | 7  | 3   | 2  | 49     |
| Championnat d'Europe 2009                           | 8     | 236 | 22   | 49   | 44,9 | 11       | 24       | 45,8     | 11       | 25       | 44       | 5      | 9      | 55,6   | 8       | 26      | 34      | 30 | 14 | 21 | 3   | 1  | 60     |
| Championnat du monde 2010                           | 6     | 179 | 20   | 51   | 39,2 | 13       | 29       | 44,8     | 7        | 22       | 31,8     | 4      | 7      | 57,1   | 13      | 21      | 34      | 22 | 10 | 15 | 8   | 3  | 51     |
| Tournoi préolympique 2011                           | 5     | 107 | 19   | 39   | 48,7 | 18       | 29       | 62,1     | 1        | 10       | 10       | 0      | 4      | 0      | 3       | 8       | 11      | 8  | 9  | 13 | 3   | 2  | 39     |
| Championnat d'Europe 2011                           | 11    | 322 | 34   | 77   | 44,2 | 31       | 63       | 49,2     | 3        | 14       | 21,4     | 17     | 22     | 77,3   | 16      | 36      | 52      | 27 | 26 | 18 | 6   | 3  | 88     |
| Jeux olympiques 2012                                | 6     | 173 | 20   | 40   | 50   | 17       | 29       | 58,6     | 3        | 11       | 27,3     | 3      | 7      | 42,9   | 10      | 26      | 36      | 26 | 15 | 10 | 4   | 5  | 46     |
| Championnat d'Europe 2013                           | 11    | 311 | 46   | 97   | 47,4 | 41       | 78       | 52,6     | 5        | 19       | 26,3     | 17     | 22     | 77,3   | 10      | 41      | 51      | 37 | 23 | 17 | 11  | 4  | 114    |
| Coupe du Monde 2015                                 | 9     | 229 | 32   | 67   | 47,8 | 22       | 39       | 56,4     | 10       | 28       | 35,7     | 9      | 15     | 60,0   | 8       | 33      | 41      | 36 | 18 | 30 | 2   | 4  | 83     |

Les statistiques exprimées ne sont pas des moyennes, mais des totaux sur l'ensemble des compétitions.

## En dehors du basket-ball
Depuis 2004, Boris Diaw est le grand parrain du tournoi de La Mie Câline Basket Go. Il crée en 2010 sa propre marque de vêtements appelée UKIND, une marque écoresponsable influencée par les cultures urbaines, le sport et la nature. Une partie des fonds levés par la marque sont reversés à son association caritative Babac'ards.
Par le biais de son association Babac'Ards, Boris organise chaque année des camps de basket-ball au Sénégal et soutient des projets de développement, dont la création d'une structure pour les basketteuses de 13 à 18 ans à Dakar.
Avant d'autres investisseurs, il rachète l'hôtel de luxe de Pau, le Villa Navarre. En mars 2012, il rejoint One Million Dollar Film pour la production du long métrage Nola Circus comme coproducteur avec notamment Bacary Sagna et dix autres champions. Une production indépendante qui produit des films et consacre une partie des recettes aux associations caritatives des sportifs. Début 2012, il lance avec Ronny Turiaf une chaîne de restaurants en France, basée sur la thématique du sport. Le premier restaurant se trouve à Paris, Porte d'Aubervilliers, sur les Terrasses du centre commercial Le Millénaire.[réf. nécessaire]
Connu pour sa générosité, il offre à Noël 2013 une montre haut de gamme à tous les joueurs et au staff de l'équipe de France après la médaille d'or obtenue au Championnat d'Europe.
En 2014, avec Ronny Turiaf, il fait une apparition dans la saison 2 de la série animée Baskup Tony Parker.
Boris Diaw fait une petite apparition dans le film Camping 3 où il incarne le professeur de surf.
Le 11 juin 2018, il décide de s'engager dans la Marine nationale comme réserviste citoyen au sein des fusiliers marins de Toulon.
En 2019, il incarne son propre rôle dans la saison 3 de la série Platane d’Éric Judor.
Il aime les voyages, la plongée, la voile, la photographie et est passionné par l'œnologie,. Il est propriétaire d'un catamaran de 23 m de long sur 11 m de large et nommé Babac. En avril 2021, il déclare : « Mon idée est de passer au moins six mois par an sur le bateau. Mais ce ne sont jamais six mois d’affilée. Parfois, je pars pour un mois et je reviens, je passe par la France. Je n’ai pas vraiment de base. Je passe quelques mois en France, quelques mois aux États-Unis. En fait, le bateau est l’endroit où je passe le plus de temps. Le seul travail que j’ai encore conservé, c’est le rôle de GM pour l’équipe nationale française. Mais c’est plutôt un job d’été, ou en tout cas un job sur des périodes précises ».